# Magyarosaurus
A Magyarosaurus a sauropoda dinoszauruszok egyik neme a késői kréta kor maastrichti periódusából. Maradványai Hátszeg (Erdély, mai Románia) környékéről kerültek elő, ahol ebben a korszakban egy vulkáni szigetcsoport volt. Ez az egyik legkisebb méretű sauropoda, hossza csak 6 méter, tömege pedig 1 tonna körül lehetett; kis méretei az izolált zsugorodás miatt alakultak ki. A legtöbb dinoszaurusznemhez hasonlóan az Magyarosaurusnak is csak egyetlen faja ismert, a M. dacus. Kristina Curry Rogers kutató a titanosaurusokról szóló friss tanulmányában rendszertani helyét ezen a csoporton belül a Saltasauridae családba, azon belül pedig a  "Rapetosaurus" kládban határozta meg.

## Felfedezése
Nopcsa Ferenc, az erdélyi eredetű magyar nemesi család utolsó férfi tagja, a későbbi tudós és kalandor 18 éves korában, 1895-ben határozta meg a húga által a családi kastély környékén felfedezett csontmaradványokat. Először Titanosaurus dacus-nak nevezte el, majd von Huene adott a leletnek egy nemzetiségi-politikai szempontból "kiegyensúlyozott" nevet 1932-ben.

## Érdekesség
A Magyarosaurus szerepel a Discovery Channel 2003-as Dinoszauruszok bolygója című tv-sorozatában, mint egy törpe dinó, amely a Hátszeg-szigeten él; valamint a BBC 2011-es Őshüllők bolygója című dokumentumsorozatának utolsó epizódjában, ahol a Hatzegopteryx nevű pteroszaurusz zsákmányául szolgál.